# Giuseppe D'Agostino

Giuseppe D’Agostino (Massa di Somma, Nápoles, 11 de mayo de 2003) es un futbolista italiano que juega como extremo izquierdo. Actualmente milita en el Giugliano Calcio 1928 de la Serie C de Italia.

## Trayectoria
D’Agostino comenzó su formación futbolística en la escuela Real Soccer Massese, donde permaneció entre 2009 y 2015. Posteriormente se incorporó a las categorías inferiores del Napoli, formando parte de su equipo juvenil.
Desde 2022, ha estado cedido por el club azzurro en varios clubes de la Serie C. En la temporada 2022-23 se transfirió en calidad de préstamo a la Juve Stabia, con la que disputó 35 encuentros y marcó 5 goles.
En la campaña 2023-24 comenzó en el Monopoli, donde jugó 21 partidos y anotó un gol. En enero de 2024 se trasladó al AZ Picerno, con el que sumó 12 partidos y 2 goles.
En julio de 2024 se unió al Giugliano también en calidad de cedido, terminando la temporada con un total de 3 goles y 2 asistencias en 27 partidos oficiales. Al término de su cesión, se incorporó de forma definitiva al club auriazul como agente libre.

## Selección nacional
Ha sido internacional con la selección de fútbol sub-19 de Italia en un partido amistoso ante Turquía.

## Clubes
| Club                           | País   | Año       |
| ------------------------------ | ------ | --------- |
| S. S. Juve Stabia (cedido)     | Italia | 2022–2023 |
| S. S. Monopoli 1966 (cedido)   | Italia | 2023–2024 |
| AZ Picerno (cedido)            | Italia | 2024      |
| Giugliano Calcio 1928 (cedido) | Italia | 2024-2025 |
| Giugliano Calcio 1928          | Italia | 2025-     |